# Cárdenas (Kuba)

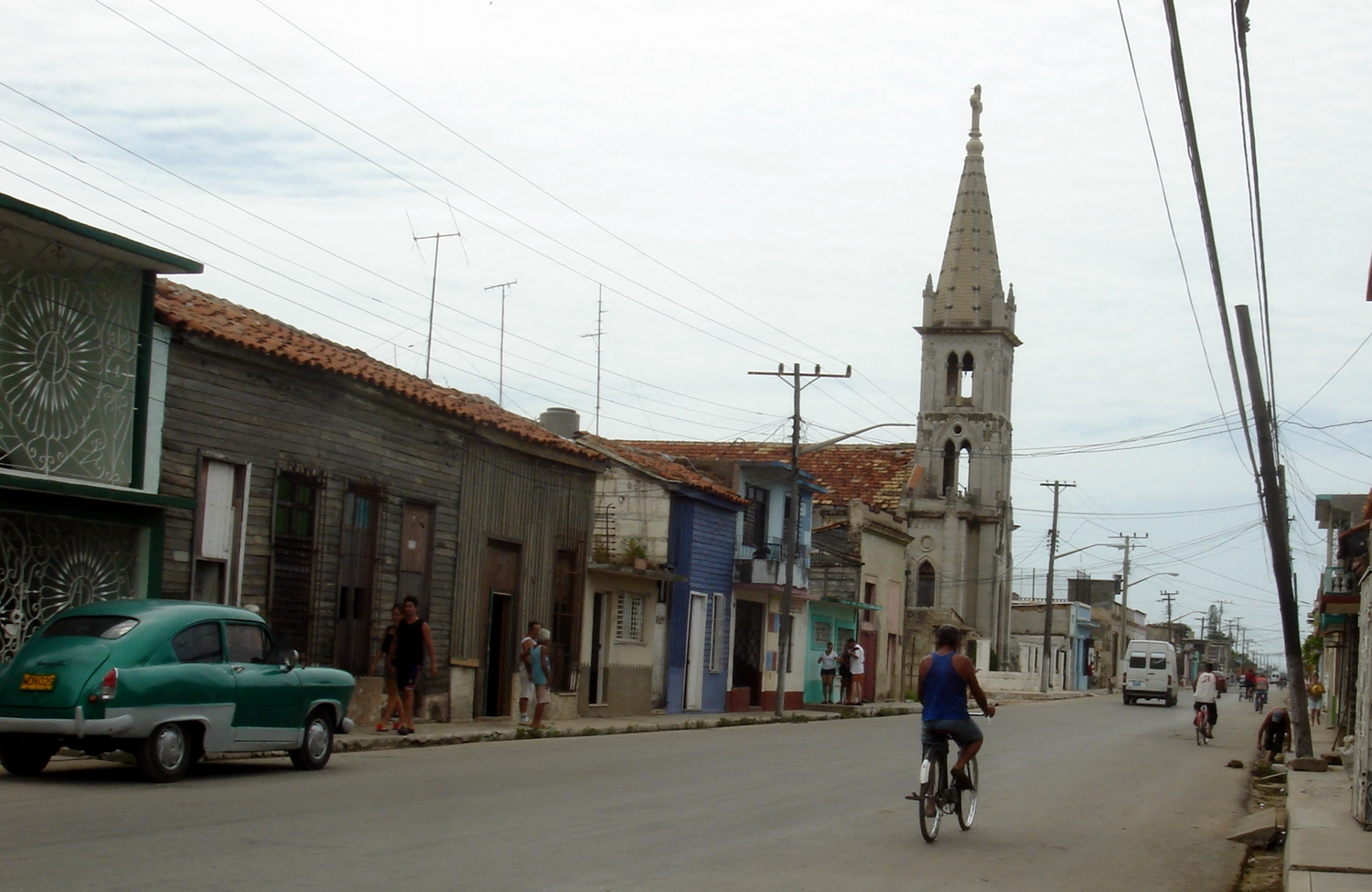
Ulica w Cárdenas

Cárdenas – miasto w północno-zachodniej części Kuby (prowincja Matanzas), nad zatoką Cárdenas (Cieśnina Florydzka), na wschód od Hawany; 100 tys. mieszk. (2005); port handlowy i rybacki; przemysł stoczniowy, cukrowy, tytoniowy, rybny, piwowarski, papierniczy; muzeum.